# Catatonia
О шведской дум-метал-группе смотри Katatonia
Catatonia — британская инди-рок/брит-поп-группа, образовавшаяся в 1992 году в Кардиффе, Уэльс, творческое ядро которой составляли вокалистка Керис Мэтьюз и гитарист Марк Робертс. Catatonia, c одной стороны, приобрели репутацию (согласно Allmusic) «самой традиционной из валлийских альтернативных групп последнего времени» , сделав упор на поп-звучание и чувственный вокал Мэтьюз (которую пресса объявила секс-символом валлийской рок-сцены), c другой — смело экспериментировали с поп-аранжировками и необычными текстами, не теряя при этом связей с клубной и андеграундной аудиторией. 
Группа выпустила пять студийных альбомов, из которых наибольший успех имел второй (ставший трижды платиновым) альбом International Velvet (1998, #1, UK), из которого вышли хит-синглы «I Am the Mob» и «Mulder and Scully». Статус платинового получил также третий альбом Equally Cursed and Blessed (#1, 2000).
В 1999 году Керис Мэтьюз перенесла нервный срыв, а в 2001 году объявила об уходе из группы. Вскоре она переехала в Нэшвилл, где выпустила два сольных альбома. После распада Сatatonia Робертс приобрёл известность как член жюри валлийского телеконкурса Wawffactor, Марк Робертс и Пол Джонс вошли в состав Y Ffyrc, Алед Ричардс начал сотрудничество с Amy Wadge.

## Дискография

### Альбомы
- The Sublime Magic of Catatonia (1995)
- International Velvet (#1, 1998)
- Equally Cursed and Blessed (#1, 2000)
- Paper Scissors Stone (#6, 2001)
- Greatest Hits (#24, 2002)
- Platinum Collection (#24, 2006)

### Синглы
- 1993: «For Tinkerbell» (EP)
- 1994: «Hooked» (EP)
- 1994: «Whale»
- 1995: «Bleed» (#102, UK, только винил)
- 1995: «Christmas '95» (для фэн-клуба, только винил)
- 1996: «Sweet Catatonia» (#61)
- 1996: «Lost Cat» (#41)
- 1996: «You’ve Got a Lot to Answer For» (#35)
- 1996: «Bleed» (#46, перевыпуск)
- 1997: «I Am the Mob» (#40)
- 1998: «Mulder and Scully» (#3 UK)
- 1998: «Road Rage» (# 5)
- 1998: «Strange Glue» (#11)
- 1998: «Game On» (#33)
- 1999: «Dead From the Waist Down» (#7)
- 1999: «Londinium» (#20)
- 1999 «Karaoke Queen» (#36)
- 1999 «Storm the Palace" (EP)
- 2001 «Stone by Stone» (#19)